# Křížová hora (Jiřetín pod Jedlovou)
Křížová hora (pol. Krzyżowa Góra, niem. Kreuzberg) –  wzniesienie (562,7 m n.p.m.) w masywie Gór Łużyckich w paśmie Sudetów Zachodnich, w Czechach.
Góra położona jest w północnych Czechach w południowo-zachodniej części Gór Łużyckich na południowo-zachodniej granicy miasta Jiřetín pod Jedlovou, nad którym dominuje. Według czeskiego podziału wzniesienie należy do Krkonošsko-jesenická subprovincie.
Charakterystyczne wzniesienie pochodzenia wulkanicznego, o wyrazistym stożkowym kształcie i stromych zboczach z płaską powierzchnią szczytową. Wznosi się w północnej części grzbietu Gór Łużyckich, ciągnącego się bezpośrednio od wzniesienia Jedlová, aż pod Jiřetín pod Jedlovou, który nazywany był Holá lada lub Kraví hora. Grzbiet, na którym wznosi się wzniesienie, zbudowany jest z granitu i skał metamorficznych, fyllitów, które poprzecinane są licznymi krzemianowymi i kalcytowymi żyłami zawierającymi rudy siarczkowe: miedzi, ołowiu, cynku i srebra.
Na płaskim szczycie znajduje się pątnicze miejsce z kaplicą Bożego Grobu, do którego północno-wschodnim zboczem prowadzi droga krzyżowa, przy której stoi 11 stacji krzyżowych. W 1790 roku północno-wschodnią część zbocza poza obrębem krzyżowej drogi zalesiono.
Na zachodnim zboczu przy drodze do osady Jedlová znajduje się skocznia narciarska, zbudowana w 1931 roku. Szczyt jest dobrym punktem widokowym, z którego rozciąga się pełna panorama na okoliczne szczyty i doliny Gór Łużyckich (w tym graniczny odcinek ich głównego grzbietu oraz zamek Tolštejn), a droga krzyżowa stanowi punkt widokowy na Jiřetín pod Jedlovou. Od XVIII wieku góra stanowi znane miejsce pątnicze.
W przeszłości w zboczu góry funkcjonowało kilka sztolni, w których prowadzono eksploatacje siarczków: żelaza, miedzi, ołowiu i cynku z domieszką srebra, które występowały w, w kruszconośnych żyłach. Do obecnej chwili udokumentowano istnienie czterech sztolni. Najbardziej znanymi są sztolnia św. Krzysztofa z 1539 r. o długości 640 m i św. Jana Ewangelisty z 1781 r. o długości 197 m. Sztolnie stanowią atrakcję turystyczną.